# Kościół Najświętszego Serca Pana Jezusa w Lubece
Kościół Najświętszego Serca Pana Jezusa (niem. Propsteikirche Herz Jesu) – główny kościół rzymskokatolicki w Lubece, położony przy ul. Parade 4-6. Wybudowany został w latach 1888 – 1891 według projektu architekta i mistrza budowlanego z Paderborn, Arnolda Güldenpfenniga. Konsekrowany 10 maja 1891. Objęcie nowo powstałego kościoła patronatem Najświętszego Serca Pana Jezusa jest przejawem szerzenia się tego kultu u schyłku XIX w.

## Kościół katolicki w Lubece poReformacji
Wraz z wybudowaniem kościoła Najświętszego Serca Pana Jezusa katolicy Lubeki otrzymali po 350 latach znowu własną świątynię. W połowie XIX w. wspólnota katolicka dzierżawiła nieruchomość katedralną przy Kapitelstraße. Urządzono tam szkołę i kilka mieszkań dla duchowieństwa. Tam też do 1873 odprawiano msze. 
Potem rada parafialna uzyskała należącą uprzednio do kapituły parcelę w pobliżu katedry lubeckiej. Tam 3 sierpnia 1888 położono kamień węgielny pod budowę nowej, neogotyckiej świątyni, którą oddano do użytku po trzech latach. Żeby nie zakłócać historycznie ukształtowanej sylwetki miasta z siedmioma wieżami kościelnymi, budowniczym kościoła Najświętszego Serca Pana Jezusa zezwolono tylko na wzniesienie niewielkiej wieży. Pierwszym proboszczem kościoła został Everhard Illigens.
Aż do drugiej wojny światowej był kościół Najświętszego Serca Pana Jezusa obok wzniesionego w 1910 roku kościoła św. Józefa w dzielnicy Kücknitz jedynym katolickim kościołem parafialnym w Lubece i okolicach; jako główny kościół katolicki otrzymał w 1958 status kościoła farnego wśród innych kościołów parafialnych dekanatu Lubeki.
Kościół Najświętszego Serca Pana Jezusa należy obecnie do Archidiecezji hamburskiej; od 8 października 2006 jego proboszczem jest Franz Mecklenfeld.
Kościół Najświętszego Serca Pana Jezusa pozostaje centrum życia religijnego, a także społeczno-kulturalnego katolików Lubeki, którzy stanowią obecnie 11% ludności miasta. Jest jedynym katolickim kościołem na Starym Mieście; z racji centralnego położenia jest licznie odwiedzany przez mieszkańców i przyjezdnych. Działają przy nim różne katolickie wspólnoty etniczne, m.in.: węgierska, chorwacka, ukraińska, portugalska czy włoska; mają one możliwość sprawowania liturgii we własnym języku.
Specjalna forma mszy skierowana jest do małych dzieci w wieku przedszkolnym. Regularnie organizowane są koncerty muzyki kościelnej. Kościół utrzymuje też, w duchu ekumenizmu, przyjacielskie kontakty s sąsiednimi wspólnotami ewangelickimi.

## Architektura i wystrój wnętrza

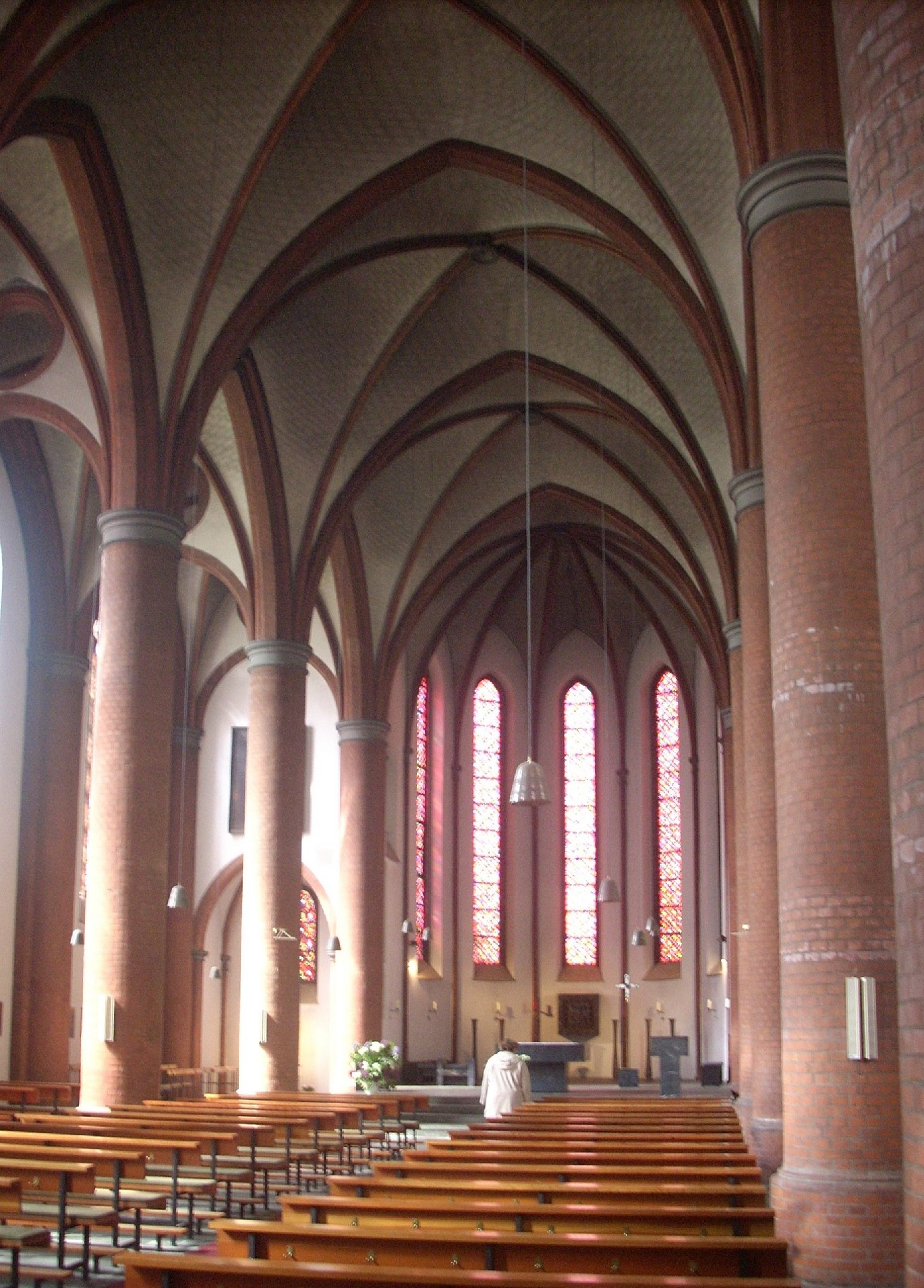
Wnętrze kościoła

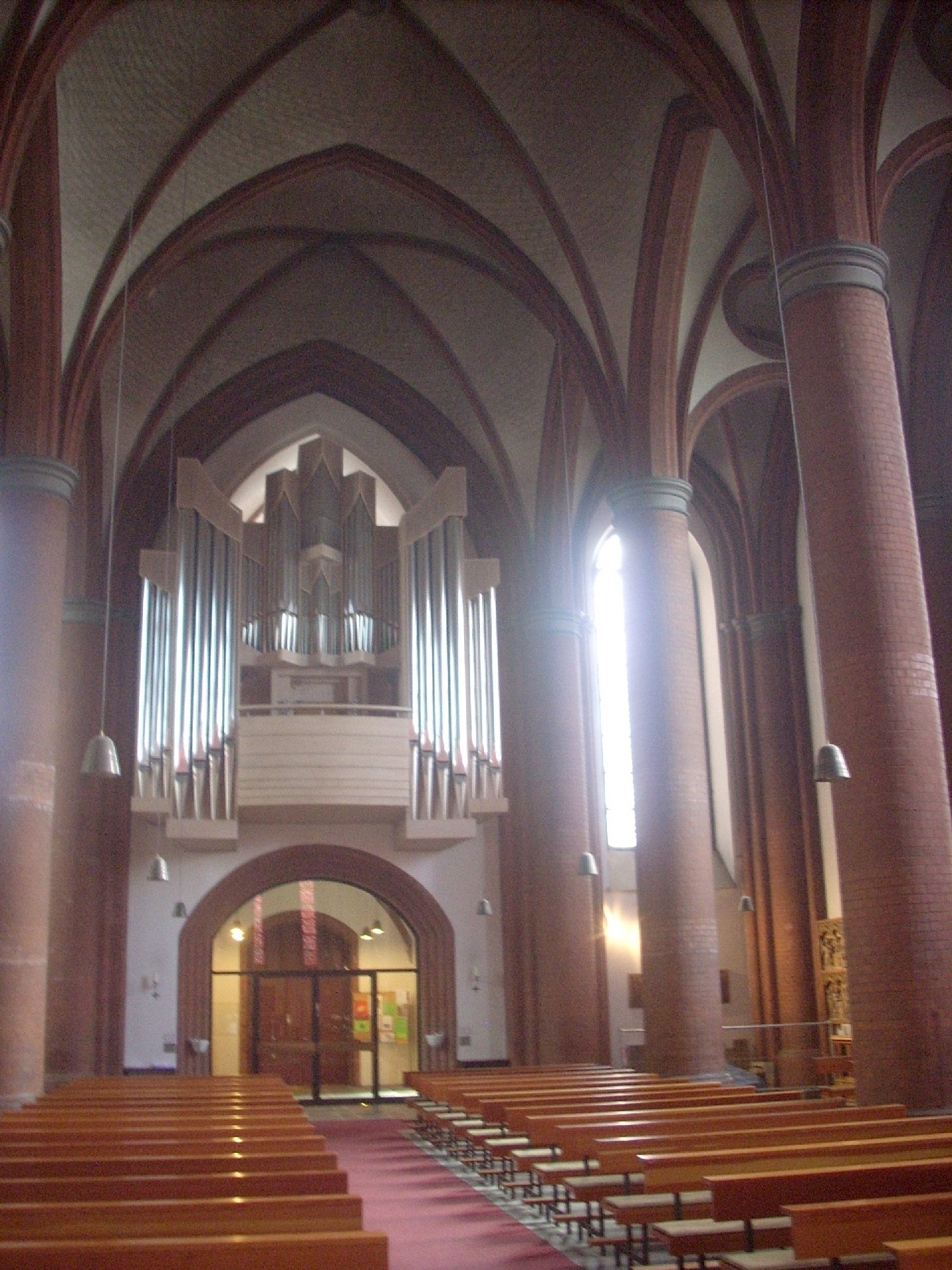
Organy

Kościół Najświętszego Serca Pana Jezusa jest skromnym, wzniesionym z cegły, trójnawowym kościołem halowym z poligonalnym prezbiterium. Nawy kościoła oddzielone są od siebie dwoma rzędami okrągłych, ceglanych filarów. Sklepienie kościoła reprezentuje typ krzyżowo-żebrowy. 
W ścianach znajdują się wysokie, ostrołukowe okna. Zarówno ściany jak i płaszczyzny sklepień 
(z wyjątkiem żeber) są jasno otynkowane. Fasadę kościoła zdobią fryzy i wijące się gzymsy.
Wieża kościelna jest zbudowana na planie kwadratu, czterokondygnacyjna, zakończona podwójnym, krzyżującym się, stalowym dachem; całość wieńczy smukła sygnaturka.

### Ołtarz
W latach 1968–1973 w następstwie reform liturgicznych Soboru Watykańskiego Drugiego pierwotny, rzeźbiony neogotycki ołtarz szafkowy stracił swą funkcję - zastąpił go nowy, wolno stojący ołtarz z marmuru. Znajduje się on bliżej wiernych, na granicy prezbiterium i nawy głównej.

### Organy
W 1998, w święto Zesłania Ducha Świętego, poświęcono uroczyście nowe organy, zbudowane przez firmę Orgelbau Kuhn AG z Männedorf ze Szwajcarii. Mają one 29 rejestrów podzielonych na 3 manuały i jeden pedał.
W 2002 kościół wzbogacił się jeszcze o małe kilkugłosowe organy (tzw. pozytyw).

### Nawy boczne[1]
W lewej z nich znajdują się:
- wspomniany już ołtarz szafkowy, dzieło Klausa Berga (kopia oryginału pochodzącego z ok. 1450)
- 14 stacji drogi krzyżowej z 1897
- krucyfiks męczennika Hermanna Lange
- Madonna z dzieciątkiem (kopia oryginału z 1466, znajdującego się w byłym klasztorze sióstr Brygidek w Vadstenie w Szwecji.

W prawej z nich znajdują się:
- neogotycka chrzcielnica z piaskowca z 1891
- drewniany posąg św. Konrada z Parzham
- gotycka Pietà z XV w.

### Chór[1]
- Tabernakulum z wykonaną z brązu kratą, przedstawiającą „Chrystusa z młodzieńcami z Emaus”, dzieło Rudolfa Krügera.

### Kościół dolny

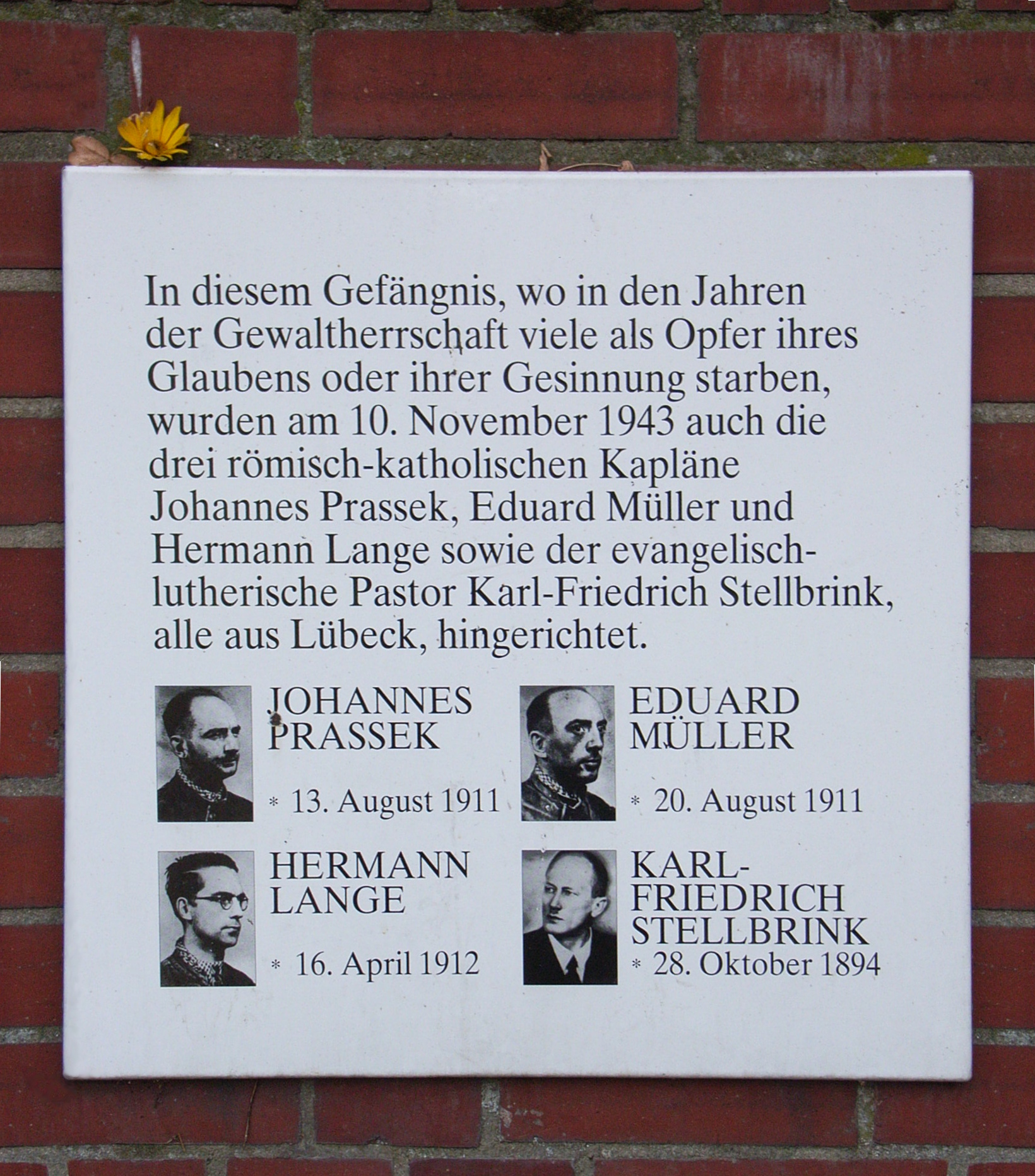
Tablica pamiątkowa czterech lubeckich męczenników

W krypcie kościelnej od 1955 znajduje się miejsce pamięci czterech lubeckich męczenników, z których trzech było kapelanami kościoła Najświętszego Serca Pana Jezusa; byli to Johannes Prassek, Edward Müller i Hermann Lange (czwartym był protestancki pastor Karl Friedrich Stellbrink). Byli oni sądzeni przez hitlerowców 10 listopada 1943 za „sprzyjanie wrogom“ i skazani na śmierć.
Z miejscem pamięci czterech lubeckich męczenników jest ściśle związane inne, ważne dla katolików niemieckich wydarzenie: w 1955 odwiedziła je pochodząca z Kilonii przyszła niemiecka męczennica Magdala Christa Lewandowski. Po tej wizycie postanowiła ona zmienić swoje dalsze życie. Zrezygnowała z pracy w banku i wstąpiła do zakonu sióstr dominikanek  ”Missionsdominikanerinnen vom hl. Herzen Jesu”, po czym wyjechała jako misjonarka do Rodezji (obecnie Zimbabwe). Tam podczas pracy misyjnej została 6 lutego 1977 (razem ze współtowarzyszami) zamordowana przez rebeliantów podczas toczącej się wówczas wojny domowej.